# Kaïs Ghodhbane
Kaïs Ghodhbane (arabe : قيس الغضبان), né le 7 janvier 1976 à Ksar Hellal, est un footballeur tunisien reconverti en entraîneur.
Il jouait au poste de milieu de terrain offensif avec l'équipe de Tunisie. Il mesure 1,84 m et pèse 72 kg.

## Carrière
Originaire de Moknine, il évolue au sein de l'Étoile sportive du Sahel pendant sept ans avant de rejoindre le monde du football professionnel aux Émirats arabes unis et en Turquie. En 2006, à la fin de sa carrière, il retrouve son équipe qui a besoin de ses compétences et de son expérience pour gagner le titre de champion de Tunisie mais, à cause d'un malentendu avec son entraîneur — le Tunisien Faouzi Benzarti — le joueur se retrouve contraint de résilier son contrat et de quitter le club avant de mettre fin à sa carrière.
Il honore sa première sélection avec l'équipe de Tunisie lors de la CAN 1996 en Afrique du Sud où la sélection tunisienne arrive en finale, mais est finalement battue par l'Afrique du Sud.
Ghodhbane participe à la coupe du monde 2006 avec l'équipe de Tunisie. Il a déjà participé aux coupes du monde 1998 et 2002. Il participe aussi à la CAN à six reprises : 1996, 1998, 2000, 2002, 2004 et 2006.

## Palmarès
- Champion de Tunisie : 1997
- Coupe de Tunisie : 1996
- Coupe de la CAF : 1995 et 1999
- Supercoupe de la CAF : 1998
- Coupe d'Afrique des nations : 2004
- Coupe d'Afrique des vainqueurs de coupes : 1997
- Ballon d'or arabe : 1999